# Nirut Sirijanya
Nirut Sirijanya (tiếng Thái: นิรุตติ์ ศิริจรรยา); biệt danh: Ning (หนิง), sinh ngày 02 tháng 05 năm 1947, là một diễn viên điện ảnh nổi tiếng của Thái Lan. Ông được cả thế giới biết đến với vai trò là cha của Lauren Fong trong phần tiếp theo năm 2011 The Hangover Part II. Ông là người nhận giải thưởng phim quốc gia Suphannahong cho Nam diễn viên phụ xuất sắc nhất năm 2006.

## Tiểu sử
Ông theo học tại trường Assumption College ở Bangkok và nhận bằng tốt nghiệp Quản trị Kinh doanh tại Úc. Sau đó ông đến Kuala Lumpur để nghiên cứu. Khi tốt nghiệp bằng Cử nhân Khoa học, ông bắt đầu làm việc tại AM PAC như một kỹ sư, trước khi chuyển sang các vị trí trong các công ty hàng không khác nhau, bao gồm ALITALIA.

## Sự nghiệp
Nirut bắt đầu sự nghiệp diễn xuất của mình theo gợi ý của Terng Stiphuang. Bộ phim truyền hình đầu tiên của ông là Sangsoon, trong đó ông đóng vai chính. Ông đã đóng vai chính trong Kae Kop Fah (Just Horizon), được chiếu trên Kênh 3. Ông được biết đến khắp Thái Lan khi vào vai Jaded trong Poo Cha Na Sib Tid. Bộ phim đầu tiên của ông là Derby, và ông tiếp tục đóng phim cho đến ngày nay. Ông đã thu hút sự chú ý của quốc tế từ vai diễn trong The Hangover Part II. Nirut cũng xuất hiện với vai trò một trong những thành viên của ban giám khảo trong mùa đầu tiên của Thái Lan Got Talent.

## Các bộ phim đã từng tham gia

### Phim truyền hình
| Năm  | Phim                               | Tên tiếng Việt                  | Vai                                          | Đóng với | Đài      |
| ---- | ---------------------------------- | ------------------------------- | -------------------------------------------- | --- | -------- |
| 2005 | Wimarn Sai                         | Lâu đài cát                     | Puchong Nirapai                              | Shahkrit Yamnam, Namthip Jongrachatawiboon | CH5      |
| 2006 | Talay Rissaya                      | Khát vọng giàu sang             | Ekarin                                       | Sinjai Plengpanich, Karnjana Jindawat, Namthip Jongrachatawiboon, Nawat Kulrattanarak                                                                  | CH5      |
| 2006 | Sood Ruk Sood Duang Jai            |                                 | Suk                                          | Atichart Chumnanon, Yardthip Rajpal | CH3      |
| 2009 | Buang Ruk Kamathep                 | Trò đùa của số phận             | Pipob                                        | Duangta Toongkamanee, Nawat Kulrattanarak, Namthip Jongrachatawiboon                                                                                   | CH5      |
| 2009 | Yok Lai Mek                        | Đá quý vân mây                  | Tao Gae Lor                                  | Patchata Nampan, Janie Tienphosuwan | CH3      |
| 2010 | Jub Tai Wai Rai Samon              | Nữ sát thủ                      | Bố                                           | Saksit Tangtong, Namthip Jongrachatawiboon, Uthaisri Srinarong, Nat Thephussadin Na Ayutthaya, Chanidapa Pongsilpipat                                  | CH5      |
| 2010 | Fai Amata                          |                                 | Thungfat                                     | Shahkrit Yamnam, Sonia Couling, Uthumphon Silaphan | CH9      |
| 2011 | Roy Marn                           | Đừng hòng cưới anh              | Baramee                                      | Pakorn Chatborirak, Rasri Balenciaga, Ranee Campen | CH3      |
| 2013 | Koo Gum                            | Nghiệt duyên                    | Tướng quân Tomoyuki                          | Sukrit Wisedkaew, Nuengthida Sophon | CH5      |
| 2013 | Pan Ruk Pan Rai                    | Dòng đời nghiệt ngã             | M.R. Napatsarapee Siwawong / Khun Chai Napat | Yuthana Puengklarng, Charebelle Lanlalin, Monchanok Saengchaipiangpen, Piyathida Woramusik                                                             | CH5      |
| 2015 | Tang Parn Kammathep                | Đuổi bắt tình yêu               | Annop                                        | Nattawut Skidjai, Ranida Techasit, Sunisa Jett | CH3      |
| 2016 | Love Songs Love Stories: Kong Derm | Như thuở ban đầu                | Bố Gear                                      | Sean Jindachot | GMM25    |
| 2018 | Bpoop Phaeh Saniwaat               | Ngược dòng thời gian để yêu anh | Okya Horatibodee / Thái phó hoàng gia        | Thanawat Wattanaputi, Ranee Campen, Chamaiporn Jaturaput                                                                                               | CH3      |
| 2018 | Likit Ruk                          | Duyên trời định                 | Vua Henry Antoine Phillipe của Hrysos        | Nadech Kugimiya, Urassaya Sperbund, Intad Leowrakwong, Sara Legge                                                                                      | CH3      |
| 2018 | Sampat Ruttikan                    |                                 | Thira                                        | Anuwat Choocherdratana, Mashannoad Suvanamas, Nat Sakdatorn                                                                                            | GMM25    |
| 2019 | Mia Noi                            | Vợ lẽ                           | Than Kritsana                                | Krissada Pornweroj, Somchai Kemglad, Worranit Thawornwong                                                                                              | GMM25    |
| 2020 | Until We Meet Again The Series     |                                 | Mr. Ariyasakul [bố Korn]                     | | LineTV   |
| 2021 | Tea Box: Old Man and Mad Dog       |                                 | Wichai                                       | Sutthirak Subvijitra | ThaiPBS  |
| 2021 | Tawan Tok Din                      |                                 | Than                                         | Chiranan Manochaem, Patchata Nampan, Morakot Sangtaweep, Chalita Suansane, Apasiri Nitibhon, Ruengrit McIntosh, Pidsanu Nimsakul, Rattapoom Toekongsap | AmarinTV |
| 2022 | Devil Sister                       | Thầm ác để anh đừng yêu         | Anon                                         | Metawin Opas-iamkajorn, Peechaya Wattanamontree | GMM25    |

### Phim điện ảnh
| Năm  | Phim                              | Vai                          | Đóng với                                    |
| ---- | --------------------------------- | ---------------------------- | ------------------------------------------- |
| 2003 | MahaAut                           | Kajorn                       |                                             |
| 2004 | Thawhiphob                        | Mannichan's Father           |                                             |
| 2005 | Shum Mha Puen                     | Lhi Meng                     |                                             |
| 2005 | The King Maker                    | Pha Chairacha                |                                             |
| 2006 | The Last Song                     | Pradhung                     |                                             |
| 2006 | Archan Yai                        | Doctor.Prakij                |                                             |
| 2007 | Project Ultraman                  |                              | Cancelled                                   |
| 2007 | Hitman File                       | Lheemang                     |                                             |
| 2007 | Opapatika                         | Sadok                        |                                             |
| 2007 | Protégé (Môn đồ)                  | Gen Chanchai                 | Lưu Đức Hoa, Ngô Ngạn Tổ, Cổ Thiên Lạc      |
| 2008 | Ong Bak 2                         | Bua                          | Tony Jaa                                    |
| 2009 | Formosa Betrayed                  | Professor Huang              |                                             |
| 2010 | Duang Antrarai                    | Jay's Father                 |                                             |
| 2010 | Ong Bak 3                         | Bua                          |                                             |
| 2011 | The Burma Conspiracy              | Général Kyaw Min             |                                             |
| 2011 | The Hangover Part II              | Fong Srisai, Lauren's father |                                             |
| 2011 | Kon Khon                          | Khuu Sek                     |                                             |
| 2013 | King Naresuan 5                   | Toungoo                      |                                             |
| 2013 | Clouds of Memories                | Zak                          |                                             |
| 2014 | The Knife Thrower                 | Manit Lekpai                 |                                             |
| 2014 | The Last Executioner              | TV Interviewer               |                                             |
| 2014 | Lupin the 3rd                     | Pramuk                       | Oguri Shun, Ngôn Thừa Húc, Tamayama Tetsuji |
| 2016 | Senses from Siam                  | Tanthong                     |                                             |
| 2018 | Mordkommission Istanbul: Thailand | Somchai                      |                                             |
| 2018 | The Knife Thrower                 | Manit Lekpai                 |                                             |
| 2019 | The Cave                          | Narongsak Osottanakorn       |                                             |

### Chương trình truyền hình
| Năm  | Chương trình          | Vai trò   | Đài |
| ---- | --------------------- | --------- | --- |
| 2011 | Thailand's Got Talent | Giám khảo | CH3 |

## Giải thưởng và đề cử
| Năm  | Giải                              | Đề cử         | Hạng mục              | Kết quả   |
| ---- | --------------------------------- | ------------- | --------------------- | --------- |
| 2006 | Suphannahong National Film Awards | The Last Song | Best Supporting Actor | Won       |
| 2007 | Suphannahong National Film Awards | Hitman File   | Best Supporting Actor | Nominated |
| 2012 | Suphannahong National Film Awards | Kon Khon      | Best Supporting Actor | Nominated |